# Тит Статілій Тавр Корвін
Тит Статі́лій Тавр Ко́рвін (лат. Titus Statilius Taurus Corvinus; 12 — 54) — політичний діяч ранньої Римської імперії, консул 45 року.

## Життєпис
Походив з роду нобілів Статіліїв. Син Тита Статілія Тавра, консула 11 року, та Валерії Мессаліни. У 34 році став членом колегії арвальських братів та Quindecimviri Sacris Faciundis. У 45 році обрано консулом разом з Марком Вініцієм. У 46 році Корвін спільно з Азінієм Галлом організував змову проти імператора Клавдія за участю багатьох імператорських відпущенників та рабів; проте цю змову викрито. На відміну від інших, Тита Статілія було помилувано: лише заслано, але незабаром повернуто до Риму. Після цього він не брав участь у політичному житті.